# بوب شو
بوب شو (بالإنجليزية: Bob Shaw)‏ (و. 1931 – 1996 م) هو كاتب، وكاتب سيناريو، وكاتب خيال علمي أيرلندي، ولد في بلفاست، توفي في مانشستر، عن عمر يناهز 65 عاماً، بسبب سرطان.